# Meshedi nemzetközi repülőtér
A Meshedi nemzetközi repülőtér (IATA: MHD, ICAO: OIMM) (perzsa nyelven: فرودگاه بین‌المللی مشهد) Irán egyik nemzetközi repülőtere, amely Meshed közelében található. Éves utasforgalma 8 861 319 fő (2019). Üzemeltetője az Iranian Airports Holding Company.

## Futópályák
A repülőtér futópályái:
- 13R/31L
- 13L/31R

## Forgalom
Az utasforgalom az elmúlt években az alábbi módon változott:
| Utasok száma | 5 983 227 | 6 039 787 | 6 833 537 | 6 985 882 | 8 068 767 | 8 545 598 | 10 030 230 | 10 459 377 | 8 825 646 | 8 861 319 |
|              | 2010      | 2011      | 2012      | 2013      | 2014      | 2015      | 2016       | 2017       | 2018      | 2019      |

## Légitársaságok és úticélok
2025-ben a Meshedi nemzetközi repülőtérről az alábbi járatok indulnak (Utoljára frissítve: 2025-02-16):
| Légitársaság           | Célállomások |
| ---------------------- | --- |
| Air1Air                | Kish, Tehran–Mehrabad |
| Air Arabia             | Sharjah |
| Ariana Afghan Airlines | Kabul, Mazar-i-Sharif |
| Asa Jet                | Abadan, Isfahan, Tabriz, Tehran–Mehrabad |
| ATA Airlines           | Abadan, Ahvaz, Ardabil, Baghdad, Bushehr, Isfahan, Kish, Najaf, Rasht, Sari, Shiraz, Tabriz, Tehran–Mehrabad, Urmia, Yazd, Zahedan                                                             |
| AVA Airlines           | Abadan, Ahvaz, Isfahan, Kermanshah, Kish, Najaf, Tehran–Mehrabad |
| Caspian Airlines       | Abadan, Ahvaz, Asaluyeh, Bushehr, Chabahar/Konarak, Hamadan, Isfahan, Kerman, Khorramabad, Kish, Najaf, Qeshm, Rasht, Sari, Shiraz, Tabriz, Tehran–Mehrabad, Yazd, Zahedan                     |
| Chabahar Airlines      | Tehran–Mehrabad |
| flydubai               | Dubai–International |
| FlyPersia              | Abadan, Isfahan, Kish, Shiraz, Tehran–Mehrabad, Yazd |
| Iran Air               | Birjand, Dammam, Isfahan, Kuwait City, Tehran–Mehrabad, Urmia Szezonális: Jeddah, Medina |
| Iran Airtour           | Abadan, Ahvaz, Baghdad, Bandar Abbas, Bushehr, Chabahar/Konarak, Dubai–International, Isfahan, Istanbul, Kabul, Kish, Najaf, Rasht, Shiraz, Tabriz, Tehran–Mehrabad, Zahedan                   |
| Iran Aseman Airlines   | Abadan, Ahvaz, Ardabil, Bushehr, Chabahar/Konarak, Gorgan, Ilam, Isfahan, Kish, Najaf, Noshahr, Ramsar, Rasht, Sari, Shiraz, Tabriz, Tehran–Mehrabad, Urmia, Yazd, Zahedan                     |
| Iraqi Airways          | Baghdad, Basra, Najaf |
| Jazeera Airways        | Kuwait City |
| Kam Air                | Kabul, Mazar-i-Sharif |
| Karun Airlines         | Ahvaz, Asaluyeh, Dezful, Mahshahr, Tehran–Mehrabad |
| Kish Air               | Ahvaz, Asaluyeh, Bandar Abbas, Isfahan, Kabul, Kandahar, Kish, Kuwait City, Lamerd, Rasht, Sari, Shiraz, Tehran–Mehrabad, Yazd                                                                 |
| Kuwait Airways         | Kuwait City |
| Mahan Air              | Ardabil, Asaluyeh, Baghdad, Beirut, Chabahar/Konarak, Isfahan, Kabul, Kerman, Kish, Saravan, Tehran–Mehrabad, Zabol, Zanjan                                                                    |
| Meraj Airlines         | Asaluyeh, Baghdad, Isfahan, Kish, Najaf, Qeshm, Tabriz, Tehran–Mehrabad |
| Oman Air               | Muscat |
| Pars Air               | Abadan, Baghdad, Kerman, Najaf, Shiraz, Tehran–Mehrabad |
| Pegasus Airlines       | Istanbul–Sabiha Gökçen |
| Pouya Air              | Bandar Abbas, Chabahar/Konarak, Gorgan, Tabriz, Tehran–Mehrabad, Yazd |
| Qatar Airways          | Doha |
| Qeshm Air              | Abadan, Ahvaz, Isfahan, Muscat, Najaf, Qeshm, Shiraz, Tehran–Mehrabad, Zabol, Zahedan |
| Saha Airlines          | Asaluyeh, Isfahan, Shiraz, Tehran–Mehrabad, Yazd |
| SalamAir               | Muscat |
| Sepehran Airlines      | Abadan, Ahvaz, Asaluyeh, Baghdad, Bandar Abbas, Bushehr, Chabahar/Konarak, Isfahan, Kermanshah, Kish, Kuwait City, Muscat, Najaf, Qeshm, Rasht, Shiraz, Tabriz, Tehran–Mehrabad, Yazd, Zahedan |
| Taban Air              | Abadan, Ahvaz, Baghdad, Isfahan, Karachi, Kish, Lahore, Muscat, Najaf, Qeshm, Rasht, Sari, Shiraz, Tabriz, Tehran–Mehrabad, Yazd, Zahedan                                                      |
| Turkish Airlines       | Istanbul |
| Varesh Airlines        | Abadan, Ahvaz, Baghdad, Dushanbe, Isfahan, Kish, Kuwait City, Najaf, Sari, Shiraz, Tabriz, Tehran–Mehrabad, Urmia, Yazd                                                                        |
| Yazd Airways           | Rasht, Shahrekord, Tehran–Mehrabad, Yazd |
| Zagros Airlines        | Abadan, Ahvaz, Bushehr, Chabahar/Konarak, Isfahan, Kish, Najaf, Qeshm, Shiraz, Tabriz, Tehran–Mehrabad                                                                                         |